# Мульевские озёра
Мульевские озёра — пресноводные озёра на территории Подпорожского городского поселения Подпорожского района и Янегского сельского поселения Лодейнопольского района Ленинградской области.

## Общие сведения
Площадь озёр — 3,8 км², площадь водосборного бассейна — 20,3 км². Располагаются на высоте 125,8 метров над уровнем моря.
Форма водоёма лопастная, продолговатая: он более чем на пять километров вытянут с севера на юг. Берега изрезанные, каменисто-песчаные, преимущественно возвышенные.
Из южного плёса Мульевских озёр вытекает река Белая, втекающая с левого берега в реку Палежму, берущую начало из одноимённого озера. Река Палежма впадает в Вонозеро, из которого берёт начало река Яндеба, левый приток Свири.
В водоёме расположено не менее шести безымянных островов различной площади.
К западу от озёр проходит лесная дорога.
Населённые пункты вблизи водоёма отсутствуют.
Код объекта в государственном водном реестре — 01040100711102000015358.